# Paul Slovic
Paul Slovic (nascido em 1938 em Chicago) é professor de psicologia na Universidade de Oregon e presidente da Decision Research. A pesquisa de decisão é uma coleção de cientistas de todo o país e de outros países que estudam a tomada de decisões em momentos de risco. Ele também foi o presidente da Society of Risk Analysis até 1984. Ele obteve seu diploma de graduação na Universidade de Stanford em 1959 e seu Ph.D. em psicologia na Universidade de Michigan em 1964 e recebeu doutorado honorário da Stockholm School of Economics e da University of East Anglia. Ele foi presidente da Society for Risk Analysis e, em 1991, recebeu seu prêmio de contribuição distinta. Em 1993, ele recebeu o prêmio Distinguished Scientific Contribution Award da American Psychological Association, e em 1995 ele recebeu o Outstanding Contribution to Science Award da Oregon Academy of Science. Em 2016 foi eleito para a Academia Nacional de Ciências.
Slovic estuda o julgamento humano, a tomada de decisões e a percepção de risco e tem publicado extensivamente sobre esses tópicos. Ele é considerado, com Baruch Fischhoff e Sarah Lichtenstein, um dos principais teóricos e pesquisadores no campo da percepção de risco (o paradigma psicométrico, a heurística do afeto e o "risco como sentimento" ).
Seu trabalho mais recente examina o “entorpecimento psíquico”  e o fracasso em responder às tragédias humanas em massa.

## Teorias principais
Heurística do afeto - É a capacidade de tomar uma decisão emocional rápida em tempos de crise. Slovic diz que mesmo que haja uma situação ruim, se tivermos sentimentos positivos em relação a algo, isso diminui a percepção das pessoas sobre os riscos, mas aumenta sua percepção dos benefícios.
Slovic contribuiu para o paradigma psicométrico da percepção de risco. Ele descobriu que as pessoas geralmente percebem a maioria das atividades como de alto risco. Ele também descobriu que, se alguém obtivesse prazer com algo, consideraria o nível de risco baixo. Isso mostra que os níveis de risco podem depender da crença pessoal do indivíduo e das emoções de um risco específico.
Entorpecimento psicofísico - É a ideia de que as pessoas não são tão afetadas pela perda de vidas, dependendo de como ela é apresentada. Slovic diz que as pessoas não conseguem se conectar em um nível emocional quando são apresentadas a grandes números de vítimas.